# 圣茹利昂
圣茹利昂（葡萄牙語：São Julião）是巴西皮奥伊州的一个市镇。总面积298.106平方公里，总人口6047人，人口密度20.3人/平方公里。